# Vụ tấn công bằng xe ở Mễ Thủy năm 2018
Vào ngày 12 tháng 9 năm 2018, một người đàn ông đã cố tình lái chiếc SUV lao vào đám đông trên một quảng trường ở thị trấn Mễ Thủy gần thành phố Hành Dương, tỉnh Hồ Nam, Trung Quốc. Vụ tấn công khiến 15 người thiệt mạng và 43 người khác bị thương. Thủ phạm, Dương Tán Vân, đã bị kết án tử hình và bị xử tử.

## Tấn công
Vụ việc xảy ra vào khoảng 7:35 tối khi một chiếc Land Rover SUV được lái vào một quảng trường ở thị trấn Mễ Thủy rồi cố tình tông vào những người đi bộ. Khi chiếc xe dừng lại, nghi phạm lao ra và tiếp tục tấn công bằng xẻng và dao.

## Nghi ngờ và điều tra
Nghi phạm được xác định là Dương Tán Vân (陽贊雲), 54 tuổi, sống bằng nghề cho vay tiền. Ông ta có một số tiền án, bao gồm buôn bán ma túy, trộm cắp và hành hung người dân.
Chính phủ cho biết động cơ của nghi phạm là muốn "trả thù xã hội". Ba tháng sau vụ tấn công, vào ngày 12 tháng 12, Dương Tán Vân bị kết án tử hình và bị tước bỏ các quyền chính trị. Bản án đã được Pháp viện Nhân dân Tối cao phê chuẩn và ông ta bị hành quyết vào ngày 29 tháng 1 năm 2019.